# 莫里斯·皮亞
莫里斯·皮亞（英語：Maurice Piat；1941年7月19日—）是毛里裘斯籍天主教司鐸級樞機、聖神會會士及現任路易港教區主教。

## 生平
莫里斯·皮亞出生于1936年8月24日，在英屬毛里求斯莫卡區的村莊莫卡。他曾前往愛爾蘭學習，並在都柏林的一所大學中獲得學士學位。其後轉到羅馬深造，於1970年8月2日，在聖神會晉鐸。他於1972年在羅馬宗座額我略大學獲得神學學士學位。同年，他被派到印度班加羅爾進行三個月牧民工作。後來，派回毛里裘斯進行牧民工作。
1991年5月19日晉牧，並獲時任教宗若望·保祿二世任命為路易港教區助理主教。於1993年2月15日，正式接替成為路易港教區正權主教。2013年至2016年間曾擔任為印度洋主教團主席。
2016年10月9日，時任教宗方濟各在三鐘經中宣布，將於同年11月19日擢升皮亞為司鐸級樞機。

## 牧徽

莫里斯·皮亞樞機牧徽